# Ocyptamus smarti
Ocyptamus smarti är en tvåvingeart som först beskrevs av Charles Howard Curran 1939.  Ocyptamus smarti ingår i släktet Ocyptamus och familjen blomflugor.
Artens utbredningsområde är Guyana. Inga underarter finns listade i Catalogue of Life.